# ساندريج (أونتاريو)
ساندريج (بالإنجليزية: Sundridge, Ontario)‏ هي مستوطنة تقع في كندا في أونتاريو. يقدر عدد سكانها بـ 985 نسمة .

## أعلام
- روبرت ميرسير جونستون
- ماري سوزان إدغار